# Стойно Бачийський
Стойно Бачийський (болг. Стойно Бачийський); нар. 1 вересня 1897, Софія — пом. 17 травня 1949, Благоєвград — болгарський військовик, один із лідерів збройного опору Болгарії після Другої світової війни (Горянський рух). Керівник Повстанського загону горян у Македонії. 

## Біографія
Народився 1 вересня 1897 в Софії. 
Вихований у чеснотах болгарської царської армії. 1 січня 1919 отримав звання лейтенанта, 30 січня 1923 — капітана, 15 червня 1928 — майора, 6 травня 1936 — підполковника, 6 травня 1940 — полковника.
У 1942–1943 — командир 51-го стрілецького полку в Скоп'є, з яким веде боротьбу проти союзників Сталіна.
8 березня 1948, разом із підполковником Дімітаром Цвєтковим, приєднався до повстанського загону Ґерасима Тодорова, де посів провідне місце. Став одним із лідерів Горянського руху. Узятий у полон промосковськими військами, розстріляний 17 травня 1949 в Благоєвграді. Похований на місцевому цвинтарі. 
1992 посмертно  Стойно Бачийському присвоєно звання генерал-майора.